# Ingeborg Midttømme
Ingeborg Synøve Midtømme (née à Oslo le 20 novembre 1961) est une évêque de l'Église de Norvège.

## Biographie
Née à Oslo, elle étudie la théologie et obtient son diplôme en 1986.
En 1987, elle devient prêtre. De 1987 à 1993 elle est pasteur à l'église de Høybråten, de 1993 à 1997 elle est pasteur à Sørfold (commune de Salten). Puis elle est ensuite pasteur à l'église de Holmlia à Oslo.
En 2003, elle devient la première femme à être élue du Presteforeningen (i.e. la Fraternité Sacerdotale des Pasteurs de l'Église de Norvège). Elle est réélue en 2006.
Le 21 septembre 2008, elle devient évêque du diocèse de Molde en présence du roi Harald, du ministre de la Culture et des Affaires religieuses Trond Giske.